# Simeón Paiva
Simeón Payba o Paiva (Curuzú Cuatiá, Provincia de Corrientes, 1804 - Buenos Aires, 13 de marzo de 1877) fue un militar argentino que participó por largos años en las guerras civiles argentinas y en la guerra del Paraguay.

## Biografía
Fue hijo de Pantaleón do Payba y Ana Riveiro *, ambos brasileños de San Pablo, que se establecieron en Curuzú Cuatiá alrededor del año 1800, y fueron fundadores de la ciudad de Paso de los Libres (Corrientes).
Fueron sus hermanos Eusebio Payba, fallecido en Paso de los Libres en 1863, y Saturnina Payba, nacida en Curuzú Cuatiá en 1806.
Se enroló en las milicias de su provincia en 1818, para la guerra contra las invasiones portuguesas y los desórdenes causados por los indígenas guaraníes misioneros, perseguidos por aquellas. Durante mucho tiempo revistó con el grado de sargento.
Era teniente cuando participó en la batalla de Pago Largo. Con el grado de capitán hizo toda la campaña de Juan Lavalle, combatiendo en Don Cristóbal, Sauce Grande, Quebracho Herrado y Famaillá. Fue parte de la división correntina que, a órdenes de José Manuel Salas, cruzó el Chaco para regresar a su provincia.
Participó en la batalla de Caaguazú, en que fue seriamente herido. Tras una larga convalecencia, combatió en el desastre de Arroyo Grande. Se exilió al Brasil, y regresó en la época del gobernador Joaquín Madariaga. Fue el único de los oficiales superiores de la división de Juan Madariaga que se salvó – con 400 hombres – de la derrota de Laguna Limpia. Por ello fue ascendido al grado de coronel. Participó de una campaña hacia Entre Ríos, y obtuvo una pequeña victoria en Mocoretá. Fue nombrado comandante de San Roque, y participó en la batalla de Vences.
Se exilió nuevamente en el Brasil, pero apenas mes y medio después fue indultado por el gobernador Benjamín Virasoro, y puesto al mando de la comandancia de Goya.
Tuvo una destacada participación en la vida de Camila O´Gorman. Según el libro “Romances Turbulentos de la Historia Argentina” de Daniel Balmaceda cuenta que en su escape a “Río de Janeiro, el destino soñado, estaba muy lejos de sus posibilidades económicas. Se instalaron en Goya (Corrientes). Cabe preguntarse por qué eligieron esa ciudad. La versión más difundida es la que brindó el capitán de la barcaza, quien dijo —muchos años después— que él fue quien les había sugerido bajar allí porque podía recomendarlos ante el coronel Simeón Payba, quien era la máxima autoridad militar en Goya. Aclaramos que Payba era federal, pero muy antirrosista (comandaría un regimiento en la batalla de Caseros y, como dato curioso, sería quien decidiera instalar un campamento militar en Yapeyú, durante la guerra de la Triple Alianza).
Según esa versión, Payba habría recibido a la pareja con los brazos abiertos porque podían encargarse de enseñar a leer y escribir a los analfabetos del pueblo. ¿Puede pasar desapercibido el hecho de que una de las principales familias de Goya eran los Perichon?” Pag. 95, además podemos agregar que los Payba y Perichon estaban relacionados por uniones familiares.
Fue acusado de haber favorecido al enemigo en Vences. Más tarde fue jefe de la frontera del norte de la provincia, y peleó contra una invasión paraguaya, en 1849.
Se incorporó al Ejército Grande y participó en la batalla de Caseros como jefe del regimiento de caballería número 3. El gobernador Juan Pujol lo nombró nuevamente comandante de Goya. Defendió al gobierno de Pujol frente a los alzamientos de Nicanor Cáceres y Plácido López, y también apoyó el gobierno autonomista de José María Rolón. Al renunciar Rolón como consecuencia de la batalla de Pavón, renunció y se retiró a la vida privada.
Cuando se produjo la invasión paraguaya de Corrientes en 1865, iniciando la guerra del Paraguay, reunió milicias en la zona del río Uruguay, con las que persiguió de cerca de los invasores. Debido a que sus fuerzas eran demasiado escasas, no presentó batalla excepto cuando estuvo muy seguro de la victoria, en un pequeño combate en Itacuá. Cuando los paraguayos se encerraron en Paso de los Libres, se incorporó al ejército de Venancio Flores, a cuyas órdenes combatió en la batalla de Yatay; apoyó desde la costa correntina el sitio de Uruguayana.
Participó en la campaña de Humaitá, segunda fase de la guerra del Paraguay, y luchó en la batalla de Tuyutí. Fue nombrado jefe de la división entrerriana. Pero poco después pasó a retiro, en su casa de La Cruz, sobre el río Uruguay. Falleció el 13 de marzo de 1877 en la ciudad de Buenos Aires. Recibió sepultura en la Bóveda ubicada en la Sección 14, Militar del Cementerio de la Recoleta.

*Hermana del General brasileño de Caballería José Antonio Riveiro, que actuó en la guerra del Paraguay y quién la visitó después de la batalla de Yatay en la que peleó junto a su sobrino Simeon Payba, estando paralítica, y al cuidado de dos sirvientes que habían quedado en Paso de los Libres durante la ocupación paraguaya, murió a los 102 años, vivía en Paso de los Libres, desde la fundación del pueblo en 1843, con sus hijos y parientes, que desde Yapeyú y Curuzu Cuatía fueron a poblar.